# 佩特拉什夫卡 (捷普利克區)
48°31′43″N 29°27′44″E / 48.52861°N 29.46222°E
佩特拉什夫卡（烏克蘭語：Петрашівка）是位於烏克蘭西部文尼察州裏海辛區的村莊，始建於1730年，面積0.34平方公里，海拔高度156米，2001年人口877，人口密度每平方公里2,594.67人。